# Liste d'œuvres d'art public dans l'Essonne
Cet article vise à recenser les œuvres d'art dans l'espace public en Essonne, en France.

## Liste
| Œuvre                                         | Auteur                           | Commune                   | Localisation                                          | Notes | Installation | Coordonnées                      | Illustration                                  |
| --------------------------------------------- | -------------------------------- | ------------------------- | ----------------------------------------------------- | --- | ------------ | -------------------------------- | --------------------------------------------- |
| Roches du Père La Musique                     | Louis Guerton                    | Ballancourt-sur-Essonne   |                                                       | | À déterminer | 48° 31′ 08″ nord, 2° 24′ 14″ est | Image manquante                               |
| Frise du Travail                              | Anatole Guillot                  | Breuillet                 | Parc du Moulin                                        | Frise commandée pour la porte d'entrée de l'Exposition universelle de 1900, déposée à Breuillet en 1963                | 1963         | 48° 33′ 50″ nord, 2° 10′ 13″ est | Image manquante                               |
| Statue                                        | À déterminer                     | Bièvres                   | Parc de la Martinière                                 | | À déterminer | 48° 45′ 21″ nord, 2° 12′ 38″ est | Statue, Bièvres                               |
| Échelle 1                                     | Philippe Ramette                 | Chamarande                | Domaine de Chamarande                                 | | 2007         | 48° 30′ 46″ nord, 2° 13′ 13″ est | Image manquante                               |
| La Madeleine pénitente                        | Antonio Canova                   | Chamarande                | Domaine de Chamarande                                 | | À déterminer | 48° 30′ 33″ nord, 2° 13′ 13″ est | La Madeleine pénitente, Chamarande            |
| My Home is a Castle                           | Alain Declercq                   | Chamarande                | Domaine de Chamarande                                 | | 2005         | 48° 30′ 44″ nord, 2° 13′ 24″ est | Image manquante                               |
| Nature morte                                  | Christian Robert-Tissot          | Chamarande                | Domaine de Chamarande                                 | | 2008         | 48° 30′ 39″ nord, 2° 13′ 04″ est | Image manquante                               |
| Sommet                                        | Art orienté objet                | Chamarande                | Domaine de Chamarande                                 | | 2002         | 48° 30′ 40″ nord, 2° 13′ 09″ est | Image manquante                               |
| Le Troisième Système                          | Bert Theis                       | Chamarande                | Domaine de Chamarande                                 | | 2007         | 48° 30′ 43″ nord, 2° 13′ 11″ est | Image manquante                               |
| Truie/Nénuphar                                | Anne Ferrer                      | Chamarande                | Domaine de Chamarande                                 | | 2001         | 48° 30′ 31″ nord, 2° 13′ 14″ est | Image manquante                               |
| Buste de Jean-François Regnard,               | Corbin                           | Dourdan                   | Square Great Dunmow                                   | Buste en bronze de Faucon érigé sur la place du Marché en 1909, fondu en 1941 ; remplacé par le buste actuel en pierre | À déterminer | 48° 31′ 44″ nord, 2° 00′ 55″ est | Buste de Jean-François Regnard, Dourdan       |
| Monument à Étienne Geoffroy Saint-Hilaire     | Élias Robert                     | Étampes                   |                                                       | | 1857         | 48° 26′ 03″ nord, 2° 09′ 27″ est | Image manquante                               |
| Hommage à Jacques Brel                        | Michel Poix                      | Évry-Courcouronnes        | Place des Copains-d'Abord                             | | 1986         | 48° 37′ 43″ nord, 2° 25′ 05″ est | Image manquante                               |
| La Dame du lac                                | Pierre Székely                   | Évry-Courcouronnes        | Parc du Lac                                           | | 1975         | 48° 37′ 02″ nord, 2° 25′ 09″ est | Image manquante                               |
| Maréchal Leclerc                              | Dan-Robert                       | Évry-Courcouronnes        | Jardin japonais de la cité administrative             | Statue en bronze, hauteur 1,88 m                                                                                       | 2014         | à géolocaliser                   | Image manquante                               |
| Sans titre                                    | Pierre Tual                      | Évry-Courcouronnes        | Place des Terrasses-de-l'Agora                        | | 1987         | 48° 37′ 41″ nord, 2° 25′ 45″ est | Image manquante                               |
| Arc en fer                                    | Alain Cosson                     | La Ferté-Alais            |                                                       | | À déterminer | 48° 29′ 00″ nord, 2° 20′ 46″ est | Image manquante                               |
| Sculpture                                     | Jean Touret                      | Fontenay-le-Vicomte       | Devant l'église Saint-Rémi                            | | À déterminer | 48° 32′ 55″ nord, 2° 23′ 51″ est | Sculpture, Fontenay-le-Vicomte                |
| Les Flèches des cathédrales                   | Georges Saulterre                | Forges-les-Bains          | Autoroute A10                                         | | 1989         | 48° 36′ 15″ nord, 2° 04′ 30″ est | Les Flèches des cathédrales, Forges-les-Bains |
| Photographies pour la gare de Juvisy-sur-Orge | Alain Fleischer                  | Juvisy-sur-Orge           | Gare de Juvisy                                        | Ensemble de 16 photographies contrecollée sur aluminium                                                                | 1991         | 48° 41′ 21″ nord, 2° 23′ 01″ est | Image manquante                               |
| La Chasse aux sangliers                       | À déterminer                     | Linas                     |                                                       | | À déterminer | 48° 37′ 49″ nord, 2° 15′ 54″ est | La Chasse aux sangliers, Linas                |
| La Tolérance                                  | Jean-Claude D'angelo             | Linas                     |                                                       | | À déterminer | 48° 37′ 39″ nord, 2° 15′ 41″ est | Image manquante                               |
| Monument à Adolphe Adam                       | Paul Fournier                    | Longjumeau                | Croisement des rues François-Mitterrand et des Écoles | | 1987         | 48° 41′ 45″ nord, 2° 17′ 42″ est | Image manquante                               |
| Un jour de marché                             | Alex Garcia                      | Massy                     |                                                       | | À déterminer | 48° 43′ 48″ nord, 2° 16′ 25″ est | Image manquante                               |
| Hommage aux deux cents promotions             | Gilles Roussi, Jean-Marc Steyart | Palaiseau                 | École polytechnique                                   | | 1994         | 48° 42′ 51″ nord, 2° 12′ 40″ est | Image manquante                               |
| Statue de Joseph Bara                         | Louis Albert-Lefeuvre            | Palaiseau                 | Place de la Victoire                                  | | 1881         | 48° 42′ 44″ nord, 2° 14′ 35″ est | Statue de Joseph Bara, Palaiseau              |
| Le Conscrit de 1814                           | Corneille Theunissen             | Palaiseau                 | École polytechnique                                   | | 1914         | 48° 42′ 51″ nord, 2° 12′ 38″ est | Le Conscrit de 1814, Palaiseau                |
| Parcours sans fin                             | Francesco Marino Di Teana        | Palaiseau                 | École polytechnique                                   | | 1975         | à géolocaliser                   | Image manquante                               |
| Combat de sangliers                           | Charles du Passage               | Saint-Chéron              | Jardin de l'hôtel de ville                            | | À déterminer | 48° 33′ 15″ nord, 2° 07′ 30″ est | Image manquante                               |
| Hommage à Charles de Gaulle                   | Louis Molinari                   | Sainte-Geneviève-des-Bois |                                                       | | À déterminer | à géolocaliser                   | Image manquante                               |
| Monument de la Paix                           | Louis Molinari                   | Sainte-Geneviève-des-Bois |                                                       | | 1995         | 48° 39′ 10″ nord, 2° 19′ 09″ est | Image manquante                               |
| Hommage à Gabriel Péri                        | Louis Molinari                   | Sainte-Geneviève-des-Bois |                                                       | | À déterminer | à géolocaliser                   | Image manquante                               |
| Monument à Abraham Duquesne                   | Henri-Marius Petit               | Vert-le-Petit             | Place Duquesne                                        | Monument érigé en 1910 ; buste en bronze fondu pendant l'Occupation et remplacé en 1949                                | 1949         | 48° 32′ 23″ nord, 2° 21′ 39″ est | Image manquante                               |
| Le Requin                                     | Francois Melin                   | Villabé                   |                                                       | | À déterminer | 48° 35′ 34″ nord, 2° 26′ 49″ est | Le Requin, Villabé                            |
| Les Mains                                     | Louis Molinari                   | La Ville-du-Bois          | Stade Patrick-Godey                                   | | À déterminer | 48° 39′ 50″ nord, 2° 15′ 10″ est | Image manquante                               |
| Ange blanc                                    | Denis Monfleur                   | Yerres                    | Ferme ornée                                           | | À déterminer | à géolocaliser                   | Image manquante                               |
| Le Bras de fer (Fight Club)                   | Kasia Ozga                       | Yerres                    | Parc de la propriété Caillebotte                      | | À déterminer | 48° 42′ 53″ nord, 2° 29′ 12″ est | Image manquante                               |
| Le Corps de la sculpture                      | Christian Lapie                  | Yerres                    | Parc de la propriété Caillebotte                      | | À déterminer | 48° 42′ 51″ nord, 2° 29′ 07″ est | Image manquante                               |
| Buste du général de Gaulle                    | Yvonne Clergerie                 | Yerres                    | Parvis de l'hôtel de ville                            | | À déterminer | 48° 43′ 00″ nord, 2° 29′ 17″ est | Image manquante                               |
| Le Grand Passeur                              | Cyrille André                    | Yerres                    | Rue Marc Sangnier                                     | | À déterminer | 48° 42′ 54″ nord, 2° 29′ 22″ est | Image manquante                               |
| Le Grand Tango                                | Roseline Granet                  | Yerres                    | Place du 8 Mai 1945                                   | | À déterminer | 48° 42′ 44″ nord, 2° 29′ 16″ est | Image manquante                               |
| no 21 - Ève IV                                | Pierre-Édouard                   | Yerres                    | Cour d'honneur de la propriété Caillebotte            | | À déterminer | 48° 42′ 50″ nord, 2° 29′ 20″ est | Image manquante                               |
| Le Sagittaire                                 | Jacques Gestalder                | Yerres                    | Parc de l'hôtel de ville                              | | À déterminer | 48° 43′ 00″ nord, 2° 29′ 20″ est | Image manquante                               |